# Der Sohn des roten Korsaren
Der Sohn des roten Korsaren (Originaltitel: La scimitarra del saraceno) ist ein italienisch-französischer Kostüm- und Abenteuerfilm aus dem Jahre 1959 von Piero Pierotti mit Lex Barker als Pirat „Drakut“ in einer für seine Karriere äußerst seltenen Schurkenrolle. An Barkers Seite spielen die Kubanerin Chelo Alonso und Massimo Serato weitere Hauptrollen.

## Handlung
Kapitän Drakut, genannt der „Drache“, ist ein skrupelloser sarazenischer Seeräuber, der mit seinem Schiff das Mittelmeer unsicher macht. Auf seinen Beutezügen kapert er Schiffe und entführt die auf den Schiffen gefangengenommenen Frauen, um sie nachher in Nordafrika als Sklavinnen an türkische Menschenhändler zu verkaufen. Nur bei einer Frau wird der schurkische Pirat schwach: der glutäugigen Prinzessin Miriam, Herrscherin über einen Wüstenstamm der Araber. Eines Tages macht Drakut einen entscheidenden Fehler, als er bei seinen Beutezügen auch die „San Luca“ überfällt und die dort mitreisende Bianca kidnappt. Die nämlich ist die Tochter des Gouverneurs von Rhodos, das derzeit zur Republik Venedig gehört. Außerdem befanden sich an Bord mehrere Geheimpapiere des Dogen von Venedig. Der Gouverneur befindet sich in höchster Not, muss er doch annehmen, dass auch seine Bianca an irgendwelche lüsternen Araberdespoten verschachert werden könnte. Doch er hat Glück im Unglück, denn ein gewisser Roberto Diego, ein berühmt-berüchtigter Abenteurer und Sohn des einst gefürchteten „Roten Korsaren“, bietet dem Vater seine Hilfe an.
Diego ist gerade wegen hoher Schuldenmacherei zu einer Kerkerstrafe verurteilt worden, ist aber bereit, zum Wohle Biancas und des Dogen von Venedig, sein Leben zur Rettung des schönen Töchterleins wie auch der geheimen Dokumente zu riskieren, wenn man ihm dafür seine Strafe erlässt. Dass Roberto sehr persönliche Motive hat, sich als Retter und Befreier ins Gespräch zu bringen, ahnt der Gouverneur jedoch nicht. Denn Roberto hat mit Drakut noch eine Rechnung offen: Dieser hatte einst den Tod von Robertos Vater zu verantworten. Der Gouverneur geht auf diesen Handel ein, und Diego schließt sich Drakuts Mannschaft an Bord an. In dem katalanischen Maler Francesco findet er seinen einzigen Verbündeten. Roberto muss als Neuling an Bord sehr vorsichtig agieren, denn man ist ihm gegenüber sehr misstrauisch. Als er mit Bianca anzubändeln versucht, bemerkt dies Drakuts rechte Hand, der brutale Gamal, und peitscht den Sohn des Roten Korsaren aus. Bald bringt das allgemeine Gefühlschaos das ganze Rettungsunternehmen in Gefahr, denn Roberto verliebt sich in Drakuts Geisel Bianca, während sich wiederum Miriam, die Geliebte des Piratenkapitäns, in Roberto verliebt. 
An Nordafrikas Gestaden angekommen, reist Drakut in eine Oase weiter. Miriam ist hier die bislang alleinige Herrscherin. Drakut, der ihr einst sein Leben verdankte, hat auch andere Gründe, sich mit Miriam gut zu stellen, erhofft er sich doch eines Tages auch über ihr Wüstenreich zu herrschen. Um den lästigen Konkurrenten um die Gunst der exotischen Schönheit loszuwerden, nutzt Drakut eine Möglichkeit, um auf dem Weg zur Oase Roberto verdursten zu lassen. Doch der ist tapfer und zäh genug, sich allein bis zum rettenden Ziel durchzuschlagen. Diego beginnt ein doppeltes Spiel zu spielen: Einerseits liebt er die entführte Bianca, hält sich aber auch Miriam warm, da er für seinen Plan, Drakut endlich den Garaus zu machen, ihre Hilfe benötigt. Tatsächlich gelingt Robertos Schlachtplan: Er kann die verschleppten Mädchen vor den Händen gieriger türkischer Sklavenhändler retten, gewinnt ganz en passant Biancas Herz und erreicht, dass Drakut mit seinem Piratenschiff, das in Brand gesteckt wird, mitsamt der im Kampf getöteten Miriam im Meer untergeht.

## Produktionsnotizen
Der Sohn des roten Korsaren entstand in Rom (Atelier) sowie am Gardasee (Außenaufnahmen) und wurde am 22. Oktober 1959 in Italien uraufgeführt. Die deutsche Premiere war am 18. März 1960.

## Synchronisation
| Rolle                 | Darsteller        | Synchronsprecher      |
| --------------------- | ----------------- | --------------------- |
| Piratenkapitän Drakut | Lex Barker        | Ernst Meincke         |
| Prinzessin Miriam     | Chelo Alonso      | Renate von Wangenheim |
| Roberto Diego         | Massimo Serato    | Michael Telloke       |
| Bianca                | Graziella Granata | Hanna Bechstedt       |
| Francesco             | Luigi Tosi        | Frank-Otto Schenk     |
| Selim                 | Bruno Corelli     | Klaus Bergatt         |
| Gouverneur von Rhodos | Michele Malaspina | Ulrich Voß            |
| Zaira                 | Anna Arena        | Karin Reif            |
| Gamal                 | Daniele Vargas    | Manfred Richter       |

## Kritiken
Im Lexikon des internationalen Films heißt es: „Abenteuerliche Bilderbuchgeschichte, temporeich inszeniert, mit vielen Kampfszenen.“
Cinema meint: „Lex Barker muss in dieser italienischen Serienproduktion von 1959 einmal den Bösen mimen (…) Ein paar sehr schöne osmanische Prinzessinnen verwirren die beiden Haudegen – und auch die Zuschauer.“
Auf TV-Wunschliste ist zu lesen: „Piero Pierotti drehte sein turbulentes Seeräuberabenteuer um Macht, Gold und schöne Frauen an exotischen Schauplätzen mit großartiger Ausstattung.“